# N702 (België)
De N702 is een gewestweg in de Belgische provincie Limburg. Hij vormt een verbinding tussen Hasselt en Genk. De route heeft een lengte van ongeveer 14,5 kilometer.

## HOV Hasselt - Maasmechelen
Op de Koning Boudewijnlaan in Hasselt en de Boudewijnlaan in Diepenbeek werd in 2023-2024 een vrije busbaan aangelegd voor de HOV-lijn Hasselt - Maasmechelen (trambus). In Hasselt is deze in sporenbeton.

## Fietsinfrastructuur
Op grote delen van de gewestweg tussen de R71 en de N76 zijn geen fietspaden en zijn fietsers niet toegelaten. Fietsers kunnen wel gebruik maken van nabijgelegen fietssnelwegen F70 en F701.

## Traject
De weg start bij de kleine ring (R70 (Groene Boulevard)), bij het Kolonel Dusartplein. Tussen het plein en de grote ring (R71) staat de weg onder de naam Koning Boudewijnlaan bekend. De N702 passeert het Kapermolenpark en het Rijksadministratief Centrum.
Vanaf de grote ring loopt de weg tussen Plopsa Indoor Hasselt (bij het complex van Park H) en het Limburgse provinciehuis. Daarna passeert hij onder andere golfclub Flanders Nippon Golf, het gehucht Godsheide en het bioscoopcomplex Kinepolis. De N702 steekt ook de rivier de Demer over.
Nadat de weg de gemeentegrens tussen Hasselt en Diepenbeek overgestoken is, loopt hij langs de universitaire campus in Diepenbeek (Hogeschool PXL, UHasselt, UC Leuven-Limburg). Deze is echter niet rechtstreeks te bereiken vanaf de N702, maar wel via de toegangsweg N774. Iets voorbij de toegangsweg naar de universitaire campus, maakt de weg een vrij scherpe bocht naar rechts. Volgens de oorspronkelijke plannen zou hij hier rechtdoor lopen en door middel van een brug het Albertkanaal oversteken nabij het Hasseltse gehucht Godsheide. De indrukwekkende zogenaamde tuikabelbrug werd al gebouwd, maar omdat de geplande weg deels door het waardevolle natuurgebied De Maten zou lopen, was er veel protest en kwam de weg er uiteindelijk niet. Na deze bocht loopt de weg voor een groot deel min of meer parallel aan het Albertkanaal.
Bij de gemeentegrens tussen Genk en Diepenbeek wordt de N76 gekruist. Tot hier heeft de weg grotendeels vier rijstroken (twee rijbanen, gescheiden door een middenberm). Na de N76 loopt de weg door het grote industriegebied Genk-Zuid.
Het gedeelte van de N702 vanaf het kruispunt met de N76 tot aan het kruispunt met de Taunusweg (N730c) werd tussen 2011 en 2013/2014 volledig heringericht. Voorheen telde deze weg grotendeels 2x2 of 2x1 of 1x2 + 1x1 rijstroken over 1 rijbaan, met gelijkvloerse kruispunten. Deze weg telt nu over de gehele lengte vier rijstroken, maar was heringericht als 2 rijbanen met ieders 2 rijstroken en met middenberm of, op sommige gedeelten, als 2 vrijliggende rijbanen met ieders 1 rijstrook, deze laatste met ventwegen voor lokaal verkeer. Alle kruispunten zijn weggewerkt in de ventwegen, met uitzondering van de twee nieuw aangelegde rotondes; het verkeer gebruikt de rotondes om te keren, en dusdanig zijn bestemming te bereiken.
Nadat de weg onder goederenspoorlijn 21C gelopen is, is er een rotonde die het kruispunt vormt met de Taunusweg. Voorbij die rotonde heeft de weg weer grotendeels vier rijstroken (2x2) met een middenberm. Bovendien zijn er hier parallelwegen om de fabrieken (Ford en toeleveranciers) te bereiken. Voorbij de Fordfabriek gaat de N702 het Albertkanaal over en wat verder eindigt de weg op een rotonde bij de kruising met de N750.